# 1975年の日本
1975年の日本（1975ねんのにほん）では、1975年（昭和50年）の日本の出来事・流行・世相などについてまとめる。

## 他の紀年法
日本では、西暦の他にも以下の紀年法を使用している。なお、以下の紀年法は西暦と月日が一致している。
- 元号
  - 昭和50年
- 神武天皇即位紀元
  - 皇紀2635年
- 干支
  - 乙卯（きのと う）

## カレンダー
| 1月 |    |    |    |    |    |    |
| 日  | 月 | 火 | 水 | 木 | 金 | 土 |
|     |    |    | 1  | 2  | 3  | 4  |
| 5   | 6  | 7  | 8  | 9  | 10 | 11 |
| 12  | 13 | 14 | 15 | 16 | 17 | 18 |
| 19  | 20 | 21 | 22 | 23 | 24 | 25 |
| 26  | 27 | 28 | 29 | 30 | 31 |    |
|     |    |    |    |    |    |    |

| 2月 |    |    |    |    |    |    |
| 日  | 月 | 火 | 水 | 木 | 金 | 土 |
|     |    |    |    |    |    | 1  |
| 2   | 3  | 4  | 5  | 6  | 7  | 8  |
| 9   | 10 | 11 | 12 | 13 | 14 | 15 |
| 16  | 17 | 18 | 19 | 20 | 21 | 22 |
| 23  | 24 | 25 | 26 | 27 | 28 |    |
|     |    |    |    |    |    |    |

| 3月 |    |    |    |    |    |    |
| 日  | 月 | 火 | 水 | 木 | 金 | 土 |
|     |    |    |    |    |    | 1  |
| 2   | 3  | 4  | 5  | 6  | 7  | 8  |
| 9   | 10 | 11 | 12 | 13 | 14 | 15 |
| 16  | 17 | 18 | 19 | 20 | 21 | 22 |
| 23  | 24 | 25 | 26 | 27 | 28 | 29 |
| 30  | 31 |    |    |    |    |    |
|     |    |    |    |    |    |    |

| 4月 |    |    |    |    |    |    |
| 日  | 月 | 火 | 水 | 木 | 金 | 土 |
|     |    | 1  | 2  | 3  | 4  | 5  |
| 6   | 7  | 8  | 9  | 10 | 11 | 12 |
| 13  | 14 | 15 | 16 | 17 | 18 | 19 |
| 20  | 21 | 22 | 23 | 24 | 25 | 26 |
| 27  | 28 | 29 | 30 |    |    |    |
|     |    |    |    |    |    |    |

| 5月 |    |    |    |    |    |    |
| 日  | 月 | 火 | 水 | 木 | 金 | 土 |
|     |    |    |    | 1  | 2  | 3  |
| 4   | 5  | 6  | 7  | 8  | 9  | 10 |
| 11  | 12 | 13 | 14 | 15 | 16 | 17 |
| 18  | 19 | 20 | 21 | 22 | 23 | 24 |
| 25  | 26 | 27 | 28 | 29 | 30 | 31 |
|     |    |    |    |    |    |    |

| 6月 |    |    |    |    |    |    |
| 日  | 月 | 火 | 水 | 木 | 金 | 土 |
| 1   | 2  | 3  | 4  | 5  | 6  | 7  |
| 8   | 9  | 10 | 11 | 12 | 13 | 14 |
| 15  | 16 | 17 | 18 | 19 | 20 | 21 |
| 22  | 23 | 24 | 25 | 26 | 27 | 28 |
| 29  | 30 |    |    |    |    |    |
|     |    |    |    |    |    |    |

| 7月 |    |    |    |    |    |    |
| 日  | 月 | 火 | 水 | 木 | 金 | 土 |
|     |    | 1  | 2  | 3  | 4  | 5  |
| 6   | 7  | 8  | 9  | 10 | 11 | 12 |
| 13  | 14 | 15 | 16 | 17 | 18 | 19 |
| 20  | 21 | 22 | 23 | 24 | 25 | 26 |
| 27  | 28 | 29 | 30 | 31 |    |    |
|     |    |    |    |    |    |    |

| 8月 |    |    |    |    |    |    |
| 日  | 月 | 火 | 水 | 木 | 金 | 土 |
|     |    |    |    |    | 1  | 2  |
| 3   | 4  | 5  | 6  | 7  | 8  | 9  |
| 10  | 11 | 12 | 13 | 14 | 15 | 16 |
| 17  | 18 | 19 | 20 | 21 | 22 | 23 |
| 24  | 25 | 26 | 27 | 28 | 29 | 30 |
| 31  |    |    |    |    |    |    |
|     |    |    |    |    |    |    |

| 9月 |    |    |    |    |    |    |
| 日  | 月 | 火 | 水 | 木 | 金 | 土 |
|     | 1  | 2  | 3  | 4  | 5  | 6  |
| 7   | 8  | 9  | 10 | 11 | 12 | 13 |
| 14  | 15 | 16 | 17 | 18 | 19 | 20 |
| 21  | 22 | 23 | 24 | 25 | 26 | 27 |
| 28  | 29 | 30 |    |    |    |    |
|     |    |    |    |    |    |    |

| 10月 |    |    |    |    |    |    |
| 日   | 月 | 火 | 水 | 木 | 金 | 土 |
|      |    |    | 1  | 2  | 3  | 4  |
| 5    | 6  | 7  | 8  | 9  | 10 | 11 |
| 12   | 13 | 14 | 15 | 16 | 17 | 18 |
| 19   | 20 | 21 | 22 | 23 | 24 | 25 |
| 26   | 27 | 28 | 29 | 30 | 31 |    |
|      |    |    |    |    |    |    |

| 11月 |    |    |    |    |    |    |
| 日   | 月 | 火 | 水 | 木 | 金 | 土 |
|      |    |    |    |    |    | 1  |
| 2    | 3  | 4  | 5  | 6  | 7  | 8  |
| 9    | 10 | 11 | 12 | 13 | 14 | 15 |
| 16   | 17 | 18 | 19 | 20 | 21 | 22 |
| 23   | 24 | 25 | 26 | 27 | 28 | 29 |
| 30   |    |    |    |    |    |    |
|      |    |    |    |    |    |    |

| 12月 |    |    |    |    |    |    |
| 日   | 月 | 火 | 水 | 木 | 金 | 土 |
|      | 1  | 2  | 3  | 4  | 5  | 6  |
| 7    | 8  | 9  | 10 | 11 | 12 | 13 |
| 14   | 15 | 16 | 17 | 18 | 19 | 20 |
| 21   | 22 | 23 | 24 | 25 | 26 | 27 |
| 28   | 29 | 30 | 31 |    |    |    |
|      |    |    |    |    |    |    |

## 在職者
- 天皇: 裕仁
- 内閣総理大臣: 三木武夫（自由民主党）
- 内閣官房長官: 井出一太郎（自由民主党）
- 最高裁判所長官: 村上朝一、5月24日より藤林益三
- 衆議院議長: 前尾繁三郎（自由民主党） 、12月24日より保利茂（自由民主党）
- 参議院議長: 河野謙三（自由民主党）
- 国会: 第75回 (常会, 1月24日-7月4日)、第76回 (臨時会, 9月12日-12月25日)

## 世相

### 周年
以下に、過去の主な出来事からの区切りの良い年数（周年）を記す。
- 第二次世界大戦・太平洋戦争関連、終結から30年。
  - 2月19日〜3月26日 - 硫黄島の戦い。
  - 3月10日 - 東京大空襲。
  - 3月27日〜6月20日 - 沖縄戦。
  - 4月7日 - 大日本帝国海軍の戦艦大和撃沈。
  - 8月6日 - 広島市への原子爆弾投下。
  - 8月9日 - 長崎市への原子爆弾投下。
  - 8月11日〜8月25日 - 樺太の戦い (1945年) 。
  - 8月14日 - 日本がポツダム宣言受諾。
  - 8月15日 - 終戦の日。
  - 9月2日 - 日本の降伏文書調印により太平洋戦争終結。

- 1月1日 - トヨタ・クラウン発売開始20周年。
- 2月26日 - サンケイスポーツ創刊20周年。
- 3月22日 - NHKラジオ放送（NHKラジオ第1放送）開始50周年。
- 4月5日 - 原爆ドーム（当時は広島県物産陳列館）竣工60周年。
- 5月5日 - 日本で普通選挙法施行50周年（当時は25歳以上の男性に投票権があった）。
- 5月25日 - ヤナセ創立60周年。
- 8月3日 - 少女漫画雑誌『りぼん』（集英社）創刊20周年。
- 9月5日 - 日露戦争による日露講和条約（ポーツマス条約）締結70周年。
- 10月 - 日本の宝くじ発売開始30周年。
- 12月10日 - 阪神タイガース創設40周年。
- 12月18日 - 日韓国交正常化10周年。
- 日本で女性参政権獲得30周年。
- 全国高等学校野球選手権大会60周年（旧制中学時代を含む）。

## できごと

### 1月
- 1月1日 - 長野県の青木湖で、近くのホテルのスキー客送迎バスが湖に転落、24人が死亡（青木湖バス転落事故）[書籍 1]。
- 1月5日 - テレビアニメ『フランダースの犬』（フジテレビ）放送開始（「世界名作劇場」スタート）。
- 1月7日 - 毎日放送系でテレビアニメ『まんが日本昔ばなし』放送開始（当初は3月までの期間限定で日本教育テレビ（現テレビ朝日）系列で放送、1976年1月からTBS系列で1994年9月まで放送された後、2005年10月から1年間デジタルリマスター版が放送）[書籍 2]。
- 1月16日 - 歌舞伎役者の坂東三津五郎が公演先の京都市内の飲食店でふぐ料理を食べたのちに中毒死する。このときに料理を提供した調理師の業務上過失致死傷罪の成否を巡り最高裁まで争われ調理師の有罪が確定した。

### 2月
- 2月18日 - 双子デュオ歌手、ザ・ピーナッツが引退表明。
- 2月23日 - 山梨県甲府市で小学2年生の男児2人が未確認飛行物体とその搭乗者を目撃。
- 2月27日 - 日本共産党の機関紙「赤旗」にて、4コマ漫画『まんまる団地』（オダシゲ作）が連載開始。

### 3月
- 3月 - まるか食品が「ペヤングソースやきそば」を発売。
- 3月1日
  - 福岡県早良郡早良町が福岡市に編入合併される。
  - 西鉄大牟田線井尻駅 - 雑餉隈駅間の踏切で立往生した自動車と下り特急列車が衝突。43人が負傷。
- 3月10日 - 国鉄ダイヤ改正。山陽新幹線岡山駅 - 博多駅間が開業、「ひかり」の東京 - 博多間の直通運転を開始[書籍 3][書籍 4]。
- 3月14日 - 革命的共産主義者同盟全国委員会（中核派）の本多延嘉書記長が殺害されているのが発見される[書籍 4]。
- 3月15日 - 福岡市の大濠公園で福岡大博覧会が開催される（5月27日まで）。
- 3月20日
  - 広島県安芸郡船越町・矢野町が広島市に編入合併される。
  - 前年4月1日より休止していた夕張鉄道線が正式に廃止。
- 3月22日 - 前年の七夕豪雨で被災し休止されていた静岡鉄道清水市内線が正式に廃止。
- 3月24日 - 集団就職列車の運行が終了。
- 3月25日 - 中部讀賣新聞（現在の読売新聞中部支社版）創刊。
- 3月28日 - 第47回選抜高等学校野球大会が開幕。
- 3月31日
  - 毎日放送（MBS）と朝日放送（ABC）の、テレビ放送における東京キー局がネットチェンジ[書籍 5]。朝日放送はTBS系列からNET系列に、毎日放送はNET系列からTBS系列に変更。
  - 庄内交通湯野浜線がこの日限りで廃止。山形県から私鉄が消滅。
  - 越後交通長岡線越後関原駅 - 大河津駅間・同栃尾線がこの日限りで廃止。越後交通長岡線の残存区間も旅客輸送は廃止し貨物輸送のみとなり、同社全路線の旅客営業が廃止された。
  - 富山地方鉄道笹津線がこの日限りで廃止。

### 4月
- 4月1日 - 東洋工業、CI導入。同時に現在の「mazda」マーク使用開始（Cl導入当時の各販売車種はフロントグリルの右肩に新エンブレムが取り付けられた。1997年から「M」マークと併用される）。高級車「ロードペーサー」を発売。
- 4月3日 - マツモトキヨシが株式会社に改組。
- 4月5日
  - NHKホールで「ザ・ピーナッツ さよなら公演」を開催。ザ・ピーナッツはこの日に引退。
  - 『秘密戦隊ゴレンジャー』（東映 - NET系）が放送開始（『スーパー戦隊シリーズ』スタート）。
- 4月6日
  - クイズ番組『パネルクイズ アタック25』（朝日放送・NET系）放送開始。
  - 公開バラエティ番組『あっちこっち丁稚』（朝日放送）が放送開始（『日曜笑劇場』スタート）。
  - 第47回選抜高等学校野球大会の決勝戦が阪神甲子園球場で行われ、高知高校が東海大相模を延長13回の末10対5で破り、大会初優勝を飾る
- 4月13日 - ロックバンド、キャロルが解散。
- 4月15日 - ローソン（当時：ダイエーローソン）設立。
- 4月17日 - イギリスのロックバンド、クイーンが初来日。
- 4月21日 - 日本テレビ系「月曜スター劇場」枠にて、宇津井健主演のテレビドラマ『たんぽぽ』（第2シリーズ）[注 1]が放送開始（ - 11月3日。全29回）。
- 4月22日 - 近江兄弟社が日本国内向けに製造販売していたメンソレータムの製造販売権をロート製薬が取得。
- 4月23日 - 小田急多摩線小田急永山駅 - 小田急多摩センター駅間延伸開業。
- 4月26日 - 京急久里浜線三浦海岸駅 - 三崎口駅間延伸開業。
- 4月29日 - 最高裁判所大法廷が薬局距離制限事件で違憲判決。最高裁判所の違憲判決は史上2番目。

### 5月
- 5月5日 - 阪神電気鉄道の路面電車路線である国道線・甲子園線・北大阪線がこの日限りで全線廃止。
- 5月7日 - イギリスのエリザベス2世・フィリップ王配夫妻が日本を訪問（イギリスの国家元首として初の来日[書籍 3][書籍 6]）。
- 5月8日 - 大阪市営地下鉄がラインカラー導入。
- 5月10日
  - ソニーがベータマックスの家庭用ビデオテープレコーダ1号機、「SL-6300」を発売。
  - 京葉線蘇我駅 - 千葉貨物ターミナル駅間が貨物線として開業。
- 5月16日 - エベレスト日本女子登山隊の田部井淳子が女性として世界初の登頂に成功[書籍 7]。

### 6月
- 6月1日 - プロ野球・太平洋クラブライオンズの江藤慎一が対ロッテ戦で本塁打を打ち、日本プロ野球史上初の全球団から本塁打を達成。
- 6月2日 - 日本コカ・コーラの北部九州地区のボトラーの北九州コカ・コーラボトリングが缶コーヒー「ジョージア」を発売。のちに他のボトラーからも発売され全国で販売される。
- 6月16日 - 6月3日に死去した[書籍 3][書籍 8]佐藤栄作元首相の国民葬が日本武道館で営まれた。三木武夫首相がこの葬儀に参列する直前に右翼団体構成員に襲われる（三木首相狙撃事件）[書籍 3][書籍 9]。
- 6月28日 - 日本リクルートセンターから「週刊就職情報 首都圏版」創刊。

### 7月
- 7月5日 - 沢松和子・アン清村組がウィンブルドン・テニス女子ダブルスで優勝[書籍 10]。
- 7月6日 - 知多新線上野間駅 - 知多奥田駅間延伸開業。
- 7月8日 - 京都市の第一勧業銀行百万遍支店で5300万円強奪事件[書籍 10]。
- 7月11日 - 私立学校振興助成法が公布される[書籍 10]。
- 7月16日 - 東京都江東区で六価クロムの不法投棄が告発される[書籍 11]。
- 7月19日
  - 沖縄国際海洋博覧会開幕[書籍 7][書籍 11]。
  - 北海道警察本部爆破事件[書籍 11]。
- 7月20日 - 久慈線（現・三陸鉄道リアス線）開業。

### 8月
- 8月1日 - コクヨが「Campus」を発売。
- 8月2日〜3日 - 静岡県掛川市・ヤマハリゾートつま恋で『吉田拓郎・かぐや姫 コンサート インつま恋』を開催。日本初の大規模野外オールナイトライブで5万人以上（警察発表7万5千人）を動員した。
- 8月4日 - 日本赤軍がマレーシア・クアラルンプールのアメリカ大使館等を占拠（クアラルンプール事件）[書籍 12]。
- 8月6日 - 青森県の岩木山麓で土石流が発生（岩木山百沢土石流災害）。
- 8月8日 - 第57回全国高等学校野球選手権大会が阪神甲子園球場で開幕。
- 8月15日 - 三木首相が現職首相としてはじめて終戦記念日に靖国神社を参拝[書籍 3][書籍 13]。
- 8月24日 - 第57回全国高等学校野球選手権大会の決勝戦が阪神甲子園球場で行われ、千葉県代表の習志野が愛媛県代表の新居浜商を5-4で破り1967年（第49回）以来8年ぶり2回目の優勝。
- 8月28日 - 興人が会社更生法の適用を申請し倒産、戦後最大の企業倒産（当時）[書籍 14]。
- 8月30日 - 映画『トラック野郎』シリーズの第1作『トラック野郎・御意見無用』（菅原文太・愛川欽也主演、鈴木則文監督）がこの日から公開、1979年まで全10作が製作された。
- 8月31日 - 三江線の中間部である浜原駅 - 口羽駅間が開業し全通。

### 9月
- 9月1日 - 日本電信電話公社が「プッシュ式公衆電話機」を発売。
- 9月2日 - 松生丸事件[書籍 3]。
- 9月4日 - 横須賀緑荘誤爆事件[書籍 14]。
- 9月12日 - エポック社が日本初の家庭用テレビゲーム機である「テレビテニス」を発売。
- 9月13日 - 警視庁警護課にセキュリティポリスを創設[1]。
- 9月22日 - 福嶋康博が営団社募集サービスセンターを設立（のちエニックスと社名変更しパソコンソフト・ゲームソフトに参入、現・スクウェア・エニックス）
- 9月27日 - ミヤコ蝶々司会のテレビ番組『夫婦善哉』（朝日放送）終了、ラジオ単独時代から数え20年以上にわたる歴史に幕を下ろす。
- 9月30日
  - 昭和天皇・香淳皇后夫妻が史上初めてアメリカ合衆国を公式訪問（行幸啓）[書籍 3][書籍 15]。（ - 10月14日）
  - 明治製菓が「きのこの山」を発売（姉妹品の「たけのこの里」は1979年に発売）。

### 10月
- 10月1日 - 宮城県を放送エリアとする東日本放送（NET系）、広島県を放送エリアとするテレビ新広島（フジテレビ系）が開局。7大都市圏（東京23特別区含む）における民放4局化が完了。
- 10月4日
  - TBS系で料理番組『料理天国』（司会：芳村真理・西川きよし）が放送開始（1992年9月終了）。
  - テレビアニメ『タイムボカン』（フジテレビ）放送開始（『タイムボカンシリーズ』スタート）。
- 10月5日 - テレビドラマ『俺たちの旅』（日本テレビ）放送開始（『俺たちシリーズ』スタート）。
- 10月13日 - 東洋工業が「コスモ」を発売（3年ぶりに復活）。
- 10月15日 - 広島東洋カープが球団創設以来26年目で初優勝を決める[書籍 16][書籍 17]。
- 10月20日 - 日産自動車が「シルビア」を発売（7年ぶりに復活）。
- 10月24日 - ダイエー、CI導入し半月マーク制定（2006年から現在のマークに変更）。
- 10月27日 - タブロイド紙「日刊ゲンダイ」創刊。

### 11月
- 11月1日
  - 東映京都撮影所内に東映太秦映画村が開村[書籍 18]。
  - 西鉄福岡市内線貫線・呉服町線・城南線がこの日限りで廃止。
- 11月15日 - 第1回先進国首脳会議がフランスのランブイエで開催[書籍 3][書籍 19]。
- 11月17日 - 部落解放同盟への投書により『部落地名総鑑』の存在が判明。
- 11月25日 - 奥羽本線全線電化。「つばさ」は485系での運転に変更される（1976年4月から485系1000番台での運転となる）。
- 11月26日 - 国鉄スト権スト実施（ - 12月4日）[書籍 3][書籍 20]。
- 11月30日 - 視聴者参加バラエティ番組『がっちり買いまショウ』（毎日放送・NET系→TBS系）が終了。

### 12月
- 12月10日 - 1968年の同日に発生した三億円事件が公訴時効成立[書籍 21]。
- 12月14日 - 国鉄の蒸気機関車が引く最後の旅客列車が室蘭本線の室蘭駅-岩見沢駅間で走行（12月24日には最後の貨物列車が夕張線（現・石勝線）の夕張駅-追分駅間で走行）[書籍 22]。
- 12月15日 - ジョイフル本田設立。
- 12月20日 - 日本共産党が創価学会を批判。
- 12月21日 - 第1回コミックマーケットが日本消防会館で開催。
- 12月23日 - 日本共産党中央委員会が宗教決議を採択。
- 12月27日 - TBS系『お笑い頭の体操』が終了。翌年から引き続き大橋巨泉司会・ロート製薬提供による『クイズダービー』に引き継がれる。

## 社会

### 経済
- 第1次オイルショックの影響で、この年、有名企業の倒産が相次ぐ（日本熱学工業、三省堂、ミツワ石鹸、マルキン自転車など）。

## 文化と芸術

### 出版

#### 文学
- 芥川賞
  - 第73回（1975年上半期） - 林京子 『祭りの場』
  - 第74回（1975年下半期） - 中上健次 『岬』、岡松和夫 『志賀島』
- 直木賞
  - 第73回（1975年上半期） - 該当作品なし
  - 第74回（1975年下半期） - 佐木隆三『復讐するは我にあり』
- ベストセラー
  - 有吉佐和子『複合汚染』
  - 司馬遼太郎『播磨灘物語』
  - 檀一雄『火宅の人』

### 写真
- 木村伊兵衛写真賞
  - 北井一夫「村へ」

### 音楽
- 子門真人「およげ!たいやきくん」
- 布施明「シクラメンのかほり」
- さくらと一郎「昭和枯れすゝき」
- ダウン・タウン・ブギウギ・バンド「港のヨーコ・ヨコハマ・ヨコスカ」「スモーキン・ブギ」
- 沢田研二「時の過ぎゆくままに」「巴里にひとり」
- バンバン「『いちご白書』をもう一度」
- キャンディーズ「年下の男の子」「内気なあいつ」「その気にさせないで」
- 風「22才の別れ」
- 野口五郎「甘い生活」「私鉄沿線」「哀しみの終るとき」「夕立ちのあとで」「美しい愛のかけら」
- 西城秀樹「恋の暴走」「この愛のときめき」「涙と友情」「白い教会」「至上の愛」
- 郷ひろみ「誘われてフラメンコ」「花のように鳥のように」「逢えるかもしれない」
- 細川たかし「心のこり」「みれん心」
- 南沙織「人恋しくて」
- 岩崎宏美「二重唱 (デュエット)」「ロマンス」「センチメンタル」
- アグネス・チャン「愛の迷い子」「白いくつ下は似合わない」
- アリス「今はもう誰も」
- クラフト「僕にまかせてください」
- 小坂恭子「想い出まくら」
- 中村雅俊「いつか街で会ったなら」
- 中島みゆき「アザミ嬢のララバイ」「時代」
- 荒井由実「ルージュの伝言」「あの日にかえりたい」
- 桜田淳子「はじめての出来事」「ひとり歩き」「十七の夏」「天使のくちびる」
- 八代亜紀「おんなの夢」「ともしび」「貴方につくします」
- 山口百恵「冬の色」「湖の決心」「夏ひらく青春」「ささやかな欲望/ありがとう あなた」
- かまやつひろし「我が良き友よ」
- 研ナオコ「愚図」
- 小柳ルミ子「冬の駅」
- 萩原健一「お前に惚れた」
- イルカ「なごり雪」
- チューリップ「サボテンの花」
- ずうとるび「恋があぶない」「初恋の絵日記」
- 山田パンダ「風の街」
- 甲斐バンド「裏切りの街角」
- 真木ひでと「夢よもういちど」
- しまざき由理「面影」
- 徳久広司「北へ帰ろう」
- 伊藤咲子「木枯しの二人」「乙女のワルツ」
- 増沢末夫「さらばハイセイコー」
- 笑福亭鶴光「うぐいすだにミュージックホール」
- 坂上二郎「学校の先生」
- 塩見大治郎「それ行けカープ」
- 湯原昌幸「がんばれ長嶋ジャイアンツ」
- 黒沢年男「やすらぎ」
- ジャニーズ・ジュニア・スペシャル「ベルサイユのばら」
- 太田裕美「雨だれ」
- 江利チエミ「酒場にて」
- 五木ひろし「千曲川」
- 秋庭豊とアローナイツ（原曲1973年）/内山田洋とクール・ファイブ「中の島ブルース」 - 競作
- 鈴木ヒロミツ「でも、何かが違う」
- SUGAR BABE「DOWN TOWN」

### 演劇
歌舞伎
宝塚歌劇団

### 映画
- メカゴジラの逆襲
- 東京湾炎上
- 金環蝕
- トラック野郎・御意見無用
- 新幹線大爆破
- グレートマジンガー対ゲッターロボ
- トラック野郎・爆走一番星

### テレビ
- ドラマ
  - 大河ドラマ 「元禄太平記」
  - 必殺必中仕事屋稼業 （朝日放送）
  - 俺たちの旅（日本テレビ）
  - 俺たちの勲章（日本テレビ）
  - Gメン'75（TBS）
  - 剣と風と子守唄（日本テレビ）
  - たんぽぽ（日本テレビ）
  - あこがれ共同隊（TBS）
  - 必殺仕置屋稼業（朝日放送）
  - 悪魔のようなあいつ（TBS）
  - 新宿警察（フジテレビ）
  - 影同心（毎日放送）
  - 燃える捜査網（NET）
  - 前略おふくろ様（日本テレビ）
  - 妻そして女シリーズ（毎日放送）第1作：岡田茉莉子主演「京まんだら」
- バラエティなど諸分野
  - カックラキン大放送!!（日本テレビ）出演：坂上二郎、研ナオコ、野口五郎
  - それは秘密です!!（日本テレビ）司会：桂小金治
  - ぴったし カン・カン（TBS）出演：久米宏、コント55号
  - 料理天国（TBS）出演：芳村真理、西川きよし、龍虎
  - キンキン・ケロンパ・シャボン玉こんにちは（TBS）出演：愛川欽也、うつみ宮土理
  - 欽ちゃんのドンとやってみよう!（フジテレビ）出演：萩本欽一、内山田洋とクール・ファイブ
  - パネルクイズ アタック25（朝日放送）司会：児玉清
  - 独占!女の60分（NET）
  - 独占!男の時間（東京12チャンネル）司会：山城新伍
- 特撮
  - 3月31日 「正義のシンボル コンドールマン」放送開始
  - 4月5日 「秘密戦隊ゴレンジャー」放送開始
  - 4月5日 「仮面ライダーストロンガー」放送開始
  - 10月7日 「アクマイザー3」放送開始
- テレビに関する話題
  - 3月31日、東京 - 大阪間のネットワーク交換（腸捻転解消）により、毎日放送=TBS・JNN系、朝日放送=NET・ANN系のネットワークとなる。
  - 10月1日、東日本放送（ANN系）、テレビ新広島（FNN/FNS系）開局。
  - 終了した番組 - 「夫婦善哉」（朝日放送系）、「がっちり買いまショウ」（毎日放送系）、「お笑い頭の体操」（TBS系）など

### アニメ
アニメーション映画
テレビアニメ
- 1月1日 「キリンのものしり館」放映開始
- 1月5日 「フランダースの犬」放映開始
- 1月7日 「まんが日本昔ばなし」放映開始
- 4月1日 「みつばちマーヤの冒険」放映開始
- 4月4日 「勇者ライディーン」、「ラ・セーヌの星」放映開始
- 4月5日 「ドンチャック物語」放映開始
- 4月7日 「ガンバの冒険」放映開始
- 4月9日 「少年徳川家康」放映開始
- 5月15日 「ゲッターロボG」放映開始
- 7月2日 「宇宙の騎士テッカマン」放映開始
- 10月1日 「アラビアンナイト シンドバットの冒険」放映開始
- 10月3日 「わんぱく大昔クムクム」放映開始
- 10月4日 「タイムボカン（タイムボカンシリーズ）」放映開始
- 10月5日 「鋼鉄ジーグ」、「UFOロボ グレンダイザー」放映開始
- 10月6日 「アンデス少年ペペロの冒険」、「元祖天才バカボン」放映開始
- 10月7日 「草原の少女ローラ」放映開始
- 10月15日 「一休さん」放映開始

### コマーシャル
| キャッチフレーズなど                                         | 商品名など                              | メーカー         | 出演者                           | 音楽       |
| 1・2・3・4・ご苦労さん 6・7・ハッキリクッキリ 東芝さん グー! | 東芝ブラックストライプ （カラーテレビ） | 東芝             | 桂三枝（現・六代桂文枝）         | －         |
| 戸締り用心 火の用心                                          | －                                      | 日本船舶振興会   | 笹川良一・山本直純・高見山大五郎 | 山本直純   |
| せめてもの償いが保険です                                     | 損害保険                                | 日本損害保険協会 | 後ろ姿の男性                     | -          |
| 私作る人、僕食べる人                                         | ハウスシャンメン しょうゆ味             | ハウス食品工業   | 杉田かおる・佐藤佑介・結城アンナ | －         |
| そばにおまえがいないと                                       | サニー                                  | 日産自動車       | 関口宏・西田佐知子・佐野周二     | －         |
| ちかれたびー                                                 | 新グロモント                            | 中外製薬         | －                               | －         |
| おじゃまします                                               | バルサン                                | 中外製薬         | 声：南州太郎                     | －         |
| アイム・ア・チャンピオン                                     | ダイヤモンド保険                        | 明治生命         | -                                | -          |
| これでインスタントかい?                                      | あさげ                                  | 永谷園           | 五代目柳家小さん                 | -          |
| 顔は四角くても味はまろやか                                   | ペヤングソースやきそば                  | まるか食品       | 桂小益                           | -          |
| 小さな看護婦さん                                             | メンソレータム                          | ロート製薬       | -                                | オリジナル |

## スポーツ

### 総合競技大会
- 第30回国民体育大会 (三重国体)

### 各競技

#### 相撲
- 大相撲（幕内最高優勝）
  - 初場所　北の湖敏満
  - 春場所　貴ノ花健士
  - 夏場所　北の湖敏満
  - 名古屋場所　金剛正裕
  - 秋場所　貴ノ花健士
  - 九州場所　三重ノ海五郎

#### 野球
- 野球
  - プロ野球
    - セ・リーグ優勝　広島東洋カープ（初優勝）
    - パ・リーグ優勝　阪急ブレーブス
    - 日本シリーズ優勝　阪急ブレーブス（4勝0敗2分 MVP：山口高志）

  - 高校野球
    - 春優勝　高知（高知県）
    - 夏優勝　習志野（千葉県）

#### 競馬
- 日本ダービー　カブラヤオー
- 有馬記念　イシノアラシ

## 誕生

### 1月
- 1月1日 - 尾田栄一郎、漫画家
- 1月3日 - 佐野榮太郎、情報技術者・ソフトウェア作家
- 1月3日 - 麻枝准、シナリオライター
- 1月5日 - 沙羅、ストリッパー
- 1月6日 - DABO、ラッパー（NITRO MICROPHONE UNDERGROUND）
- 1月6日 - ゆかな[書籍 23]、声優
- 1月7日 - 伊藤舞子、声優
- 1月8日 - 千葉麗子、実業家
- 1月9日 - 赤江珠緒、アナウンサー
- 1月9日 - 清水将海、プロ野球選手
- 1月11日 - 黒田哲史、元プロ野球選手
- 1月11日 - 持田真樹、女優・歌手
- 1月15日 - 吉田道、プロ野球選手
- 1月17日 - RIKIYA、俳優・モデル
- 1月20日 - 横尾泰輔、NHKアナウンサー
- 1月21日 - ka-yu、ミュージシャン(Janne Da Arc)
- 1月22日 - 大隈いちろう、芸人
- 1月23日 - 座喜味大河、野球選手
- 1月24日 - 矢野正之、元プロ野球選手
- 1月24日 - 高橋顕法、プロ野球選手
- 1月25日 - 竹岡和宏、プロ野球選手
- 1月27日 - 雨宮処凛、作家、エッセイスト
- 1月27日 - yasu、ミュージシャン(Janne Da Arc)
- 1月28日 - 神谷浩史、声優
- 1月30日 - 吉村由美、歌手（PUFFY）
- 1月31日 - 氷川へきる、漫画家

### 2月
- 2月4日 - 三国一夫、俳優
- 2月4日 - 戸叶尚、元プロ野球選手
- 2月4日 - 竹本シンゴ、AV監督
- 2月5日 - 生駒雅紀、元プロ野球選手
- 2月6日 - 川瀬智子、ミュージシャン
- 2月7日 - 松田樹利亜、歌手
- 2月9日 - DELI、政治家、ミュージシャン（NITRO MICROPHONE UNDERGROUND）
- 2月10日 - 黒田博樹、元プロ野球選手
- 2月10日 - 原陽子、政治家
- 2月10日 - 開田博勝、野球選手
- 2月16日 - 相川七瀬、歌手・神社ウォッチャー
- 2月16日 - 中村俊介、俳優
- 2月17日 - 吉瀬美智子、女優・ファッションモデル・タレント
- 2月18日 - ねづっち、お笑いタレント
- 2月18日 - 徳重隆明、元サッカー選手
- 2月18日 - 駒村多恵、タレント・フリーリポーター
- 2月19日 - あべこうじ、お笑いタレント
- 2月19日 - 山本高広、ものまねタレント
- 2月19日 - 喜安浩平、声優
- 2月21日 - 山内崇嗣、美術家・画家
- 2月21日 - 馬渕隆雄、元プロ野球選手
- 2月21日 - 岩城雄太、ミュージカル俳優
- 2月22日 - 西山哲平、元サッカー選手
- 2月24日 - 片山大樹、元プロ野球選手
- 2月25日 - 千葉千恵巳、声優
- 2月26日 - 田原晃司、元プロ野球選手
- 2月26日 - 清水真人、政治家
- 2月28日 - 膳場貴子、フリーアナウンサー

### 3月
- 3月4日 - 若光翔大平、大相撲力士
- 3月5日 - 吉田麻美、歌手
- 3月7日 - 菊地原毅、プロ野球選手
- 3月9日 - 相田さやか、声優
- 3月9日 - 中村達也、現代美術家・構成作家
- 3月10日 - 逸見愛、タレント
- 3月11日 - 八馬幹典、元プロ野球選手
- 3月11日 - 黒田雅之、サックス奏者
- 3月12日 - 細江純子、元騎手、ホース・コラボレーター
- 3月14日 - DOUBLE（TAKAKO）、R&B歌手
- 3月14日 - 佐伯真貴、野球選手
- 3月15日 - 坂口拓、俳優
- 3月16日 - 黒田百合、女優・ダンサー・演出振付家
- 3月16日 - 市瀬秀和、俳優
- 3月17日 - 柳川荒士、ファッションデザイナー
- 3月17日 - 石井康雄、野球選手
- 3月18日 - 野村貴志、俳優
- 3月20日 - 浅川悠[Web 1]、声優
- 3月23日 - 辻栄蔵、競艇選手
- 3月25日 - 金村康平、元プロ野球選手
- 3月26日 - 石塚義之、お笑いタレント（アリtoキリギリス）
- 3月27日 - 丸山智己、俳優
- 3月28日 - 神田うの、実業家

### 4月
- 4月2日 - 高橋尚成、元プロ野球選手
- 4月3日 - 上原浩治、元プロ野球選手
- 4月3日 - 大村朋宏、お笑い芸人（トータルテンボス）
- 4月3日 - 小川雅己、元サッカー選手
- 4月3日 - 高橋由伸、元プロ野球選手・読売ジャイアンツ監督
- 4月3日 - 広田庄司、元プロ野球選手
- 4月4日 - 河合彩、フィギュアスケート選手・元アナウンサー
- 4月7日 - 小野晋吾、プロ野球選手
- 4月7日 - 河本準一、お笑い芸人（次長課長）
- 4月8日 - 沢地優佳、タレント
- 4月8日 - 壽山勝昭、元大相撲力士
- 4月8日 - 松山せいじ、漫画家
- 4月10日 - 高見澤考史、元プロ野球選手
- 4月10日 - 川口信男、サッカー選手
- 4月13日 - 利根川朱里、女優
- 4月16日 - 大原めぐみ、声優
- 4月16日 - 徳井義実、お笑い芸人（チュートリアル）
- 4月18日 - 斉藤秀光、プロ野球選手
- 4月20日 - 楠田大蔵、衆議院議員
- 4月21日 - 平井正史、プロ野球選手
- 4月23日 - 山岡洋之、元プロ野球選手
- 4月24日 - 宮﨑一彰、元プロ野球選手・競輪選手
- 4月24日 - 友近聡朗、サッカー選手
- 4月26日 - 中澤有美子、アナウンサー
- 4月27日 - 船木和喜、ノルディックスキージャンプ選手
- 4月28日 - 大塚明、元プロ野球選手

### 5月
- 5月1日 - 工藤友也、元プロ野球選手
- 5月1日 - 本上まなみ、女優
- 5月4日 - 竹田敏浩、SASUKEオールスターズ、岐阜県揖斐郡の消防士
- 5月6日 - サンキュー安富、お笑いタレント　(超新塾)
- 5月7日 - 笹山洋一、元プロ野球選手
- 5月8日 - 黒瀬純、お笑いタレント、漫才師（パンクブーブー）
- 5月9日 - 長塚圭史、劇作家・演出家・俳優
- 5月10日 - 白鳥正樹、元プロ野球選手
- 5月11日 - 佐伯成美、女優
- 5月12日 - 井端弘和、元プロ野球選手
- 5月13日 - 加藤晴彦、俳優
- 5月13日 - 大畑裕勝、プロ野球選手
- 5月16日 - 遠山景織子、女優
- 5月19日 - 安藤政信、俳優
- 5月19日 - 島袋光年、漫画家
- 5月19日 - 道尾秀介、小説家
- 5月20日 - 八幡カオル、お笑いタレント
- 5月21日 - 沢口千恵、声優
- 5月21日 - 大輪教授、お笑いタレント
- 5月21日 - 福留宏紀、元プロ野球選手
- 5月21日 - 安藤正則、元プロ野球選手
- 5月23日 - 鈴木郁洋、プロ野球選手
- 5月23日 - 中里鉄也、プロ野球選手
- 5月23日 - MAZADA、プロレスラー
- 5月24日 - 河相我聞、俳優
- 5月25日 - だいたひかる、お笑いタレント
- 5月26日 - つるの剛士、俳優・タレント・歌手・ミュージシャン
- 5月28日 - 仲谷かおり、タレント
- 5月29日 - 目黒陽子、フリーアナウンサー
- 5月29日 - 仲田育史、俳優（+ 2022年）
- 5月31日 - マック鈴木、プロ野球選手

### 6月
- 6月3日 - 田中充、元プロ野球選手
- 6月3日 - 早川大輔、元プロ野球選手
- 6月3日 - 吉武真太郎、元プロ野球選手
- 6月4日 - 茂山宗彦、狂言師
- 6月5日 - 波田陽区、お笑いタレント
- 6月5日 - 斎藤理生、国文学者
- 6月6日 - 豊本明長、お笑い芸人（東京03）
- 6月11日 - 北川えり、タレント
- 6月12日 - 佐藤誠、プロ野球選手
- 6月13日 - 面出哲志、元プロ野球選手
- 6月13日 - 玉木朋孝、元プロ野球選手
- 6月16日 - 金巻ともこ、小説家
- 6月17日 - ILMARI、アーティスト（RIP SLYME）
- 6月17日 - 田中由基、元プロ野球選手
- 6月17日 - 城彰二、元サッカー選手
- 6月17日 - 吉村洋文、大阪府知事
- 6月20日 - 酒井一圭、俳優・歌手（純烈）
- 6月22日 - 板谷由夏、女優
- 6月22日 - 川上憲伸、元プロ野球選手（中日ドラゴンズ）
- 6月22日 - 平野啓一郎、小説家
- 6月23日 - 寺田周平、サッカー選手
- 6月25日 - 内藤聡、パーソナリティ・DJ

### 7月
- 7月4日 - 中川貴志、お笑いタレント
- 7月4日 - 平馬淳、野球選手
- 7月5日 - 杉山愛、テニス選手
- 7月5日 - 立川祐路、レーシングドライバー
- 7月5日 - 追風海直飛人、大相撲元力士・関脇
- 7月6日 - 宝積有香、女優
- 7月7日 - 高橋光信、プロ野球選手
- 7月11日 - 葉月里緒奈、女優
- 7月12日 - 白坂勝史、元プロ野球選手
- 7月12日 - 羽曾部卓、化学者
- 7月14日 - 林和人、北海道テレビアナウンサー
- 7月14日 - 塚本洋、中日ドラゴンズトレーニングコーチ
- 7月15日 - 柴田英嗣、お笑いタレント（アンタッチャブル）
- 7月16日 - 井上貴朗、元プロ野球選手
- 7月16日 - 橋本大祐、プロ野球選手
- 7月23日 - 桐井大介、声優
- 7月25日 - 広長優志、元サッカー選手
- 7月27日 - 倉義和、元プロ野球選手
- 7月28日 - 畑山隆則、元プロボクサー・タレント
- 7月31日 - 富樫直美、プロボクサー

### 8月
- 8月1日 - 米倉涼子、女優、ファッションモデル、タレント
- 8月2日 - 酒井直樹、元サッカー選手
- 8月3日 - 伊藤英明、俳優
- 8月3日 - なすび、お笑いタレント・俳優
- 8月4日 - 鈴木蘭々、タレント・歌手
- 8月4日 - サワー沢口、お笑いタレント
- 8月6日 - さかなクン、魚類学者・タレント・イラストレーター
- 8月6日 - 荒谷弘樹、サッカー選手
- 8月7日 - 壮一帆、舞台女優
- 8月8日 - 田中誠、サッカー選手
- 8月8日 - 上林美穂、元レスリング選手
- 8月8日 - 山下徹大、俳優
- 8月9日 - 於保浩己、元プロ野球選手
- 8月10日 - 小橋正佳、プロ野球選手
- 8月11日 - 福田充徳、お笑いタレント
- 8月11日 - 谷山紀章、声優
- 8月11日 - 千葉すず、元水泳選手
- 8月11日 - すぎはら美里、女性タレント
- 8月11日 - 永井智浩、元プロ野球選手
- 8月11日 - 鶴田由香、アナウンサー・気象予報士
- 8月12日- 長谷川豊、フリーアナウンサー
- 8月12日 - 蘭寿とむ、女優
- 8月14日 - TAKUMA、ミュージシャン（10-FEET）
- 8月14日 - 徳永有美、元テレビ朝日アナウンサー・内村光良の妻
- 8月15日 - 川口能活、サッカー選手
- 8月18日 - 石田順裕、プロボクシング選手
- 8月21日 - 前里史朗、野球選手
- 8月22日 - 中村隼人、元プロ野球選手
- 8月22日 - 春日錦孝嘉、大相撲力士（+ 2020年）
- 8月23日 - 伊達昌司、元プロ野球選手
- 8月24日 - 鈴木健太、公選第21代秋田県知事
- 8月25日 - ぺる、マジシャン
- 8月25日 - 林田堅吾、プロ野球選手
- 8月27日 - 高井俊彦、お笑いタレント
- 8月29日 - 高橋かおり、女優
- 8月29日 - 三上和良、元サッカー選手
- 8月30日 - 前田和之、元プロ野球選手
- 8月30日 - 吉田充里、サックス奏者

### 9月
- 9月1日 - 泉州山喜裕、元大相撲力士
- 9月2日 - 桜井直人、サッカー選手
- 9月4日 - 阿部美穂子、女優
- 9月4日 - 国東始、元大相撲力士（+ 2025年）
- 9月5日 - 吉野公佳、女優
- 9月6日 - 谷亮子、元柔道選手・政治家
- 9月7日 - 阿部典史、オートバイレーサー（+ 2007年）
- 9月7日 - 彩豪一義、元大相撲力士（+ 2019年）
- 9月7日 - 伊藤卓・元サッカー選手
- 9月7日 - 高森健太、作曲家・ミュージシャン
- 9月9日 - SILVA、歌手・DJ
- 9月9日 - 清水章夫、プロ野球選手
- 9月9日 - 萩原多賀彦、元プロ野球選手
- 9月10日 - 山田暢久、サッカー選手
- 9月17日 - 安田真範、野球選手
- 9月18日 - 遠藤彰弘、サッカー選手
- 9月19日 - 田辺洋一郎、漫画家
- 9月20日 - 岡田みはる、気象予報士、タレント
- 9月23日 - みょーちゃん、お笑いタレント
- 9月25日 - 早坂好恵、タレント
- 9月25日 - 石川修司、プロレスラー
- 9月27日 - 大路恵美、女優
- 9月28日 - 飯塚智広、野球選手
- 9月29日 - 2代目林家木久蔵、落語家
- 9月30日 - 須賀響子、歌手
- 9月30日 - 濱村進、政治家

### 10月
- 10月1日 - DJ CELORY、音楽プロデューサー、DJ。
- 10月1日 - 松下香織、山形放送アナウンサー
- 10月2日 - 森田展義、お笑い芸人（吉本新喜劇）
- 10月2日 - タイガー福田、お笑いタレント（超新塾）
- 10月3日 - 石嶺聡子、シンガーソングライター
- 10月4日 - イーグル溝神、お笑いタレント（超新塾）
- 10月5日 - 中田彩、タレント
- 10月6日 - 小島大作、元プロ野球選手
- 10月7日 - 青木誠、声優
- 10月7日 - 立川隆史、元プロ野球選手・キックボクサー
- 10月7日 - 溝下創、ミュージシャン（ラブハンドルズ）
- 10月7日 - 森岡隆三、元サッカー選手
- 10月8日 - 山本麻祐子、アナウンサー
- 10月9日 - 青山友紀、山形放送アナウンサー
- 10月13日 - 海保知里、元アナウンサー
- 10月13日 - 秋葉忠宏、サッカー選手
- 10月15日 - 東村アキコ、漫画家
- 10月16日 - 中山光久、元プロ野球選手
- 10月16日 - 小菅麻里、元体操選手
- 10月17日 - 上田万由子、アナウンサー
- 10月19日 - 石橋尊久、お笑いタレント（イシバシハザマ）
- 10月20日 - 上杉香緒里、演歌歌手
- 10月20日 - 周防彰悟、音楽プロデューサー
- 10月20日 - キャプテン渡辺、お笑い芸人
- 10月22日 - 外山惠理、アナウンサー
- 10月23日 - 小原正子（クワバタオハラ）、お笑いタレント
- 10月23日 - 松井稼頭央、プロ野球選手
- 10月23日 - 熊谷浩二、元サッカー選手
- 10月24日 - 魁道康弘、大相撲力士
- 10月24日 - S-WORD、ラッパー（NITRO MICROPHONE UNDERGROUND）
- 10月24日 - 原田幸哉、競艇選手
- 10月26日 - 小西寛子、声優・女優
- 10月27日 - 眞木大輔、EXILEのダンサー・ヒップホップミュージシャン
- 10月31日 - SEAMO、ラッパー・シンガーソングライター
- 10月31日 - 上山千穂、テレビ朝日アナウンサー

### 11月
- 11月2日 - 宝井誠明、俳優
- 11月2日 - 魚谷智之、競艇選手
- 11月3日 - 高波文一、プロ野球選手
- 11月3日 - 原口あきまさ、お笑いタレント
- 11月3日 - ブー藤原、お笑いタレント、(超新塾)
- 11月7日 - 天野月、歌手・シンガーソングライター・イラストレーター
- 11月8日 - 金子誠、プロ野球選手
- 11月8日 - 坂口憲二、俳優
- 11月8日 - 木村茂、元プロ野球選手
- 11月10日 - 荒瀬詩織、アナウンサー
- 11月10日 - 尾辻舞、アナウンサー
- 11月11日 - 大畑大介、ラグビー選手
- 11月11日 - 野中りえ、女優
- 11月12日 - 鑑田幸代、ファッションデザイナー
- 11月16日 - 内田有紀、女優・歌手
- 11月17日 - 池田渉、ラグビー選手
- 11月18日 - 東尾理子、プロゴルファー
- 11月18日 - たなかかなこ、漫画家
- 11月18日 - 太陽ケア、プロレスラー
- 11月19日 - 矢野昌大、ミュージシャン
- 11月19日 - 山根雅仁、プロ野球選手
- 11月21日 - 大宮エリー、脚本家・CMディレクター（+ 2025年）
- 11月21日 - 澤田剛、プロ野球選手
- 11月21日 - 大森健作、元サッカー選手
- 11月22日 - aiko、歌手・シンガーソングライター
- 11月22日 - 田川寿美、演歌歌手
- 11月22日 - 前澤友作、実業家
- 11月23日 - 畑野ひろ子、タレント・女優
- 11月23日 - 萬雅之、俳優
- 11月24日 - 大和啄也、俳優、タレント
- 11月24日 - 小川一水、小説家、SF作家
- 11月24日 - 清水直行、プロ野球選手
- 11月25日 - 平田洋、元プロ野球選手
- 11月26日 - 市川猿之助 (4代目)、俳優・歌舞伎役者
- 11月26日 - 池田豪、野球選手
- 11月28日 - 下田崇、サッカー選手
- 11月28日 - バカリズム、お笑いタレント
- 11月29日 - 隅田美保、お笑いタレント（アジアン）
- 11月29日 - 礒恒之、元プロ野球選手
- 11月30日 - 束芋、現代美術家

### 12月
- 12月1日 - 和田唱、ミュージシャン（TRICERATOPS）
- 12月1日 - 大野敬正、ミュージシャン
- 12月1日 - 下山真二、プロ野球選手
- 12月2日 - 野村真季、テレビ朝日アナウンサー
- 12月7日 - 鈴木拓、お笑いタレント（ドランクドラゴン）
- 12月8日 - 玉峰伸典、元プロ野球選手
- 12月8日 - 井手麻理子、歌手
- 12月9日 - bird、シンガーソングライター
- 12月9日 - 田渕ひさ子、ミュージシャン(元NUMBER GIRL、toddle、LAMA、bloodthirsty butchers)
- 12月9日 - 佐藤純、ファッションモデル
- 12月10日 - 石井智宏、プロレスラー
- 12月11日 - 黒谷友香、女優
- 12月11日 - 箕内拓郎、ラグビー選手
- 12月11日 - 岡本かおり、手話キャスター
- 12月12日 - 桑島法子[Web 2]、声優
- 12月12日 - 吉田尚記、アナウンサー
- 12月13日 - 結野亜希、フリーアナウンサー
- 12月14日 - 福浦和也、プロ野球選手
- 12月15日 - 池澤春菜、声優
- 12月16日 - 田中美絵子、衆議院議員
- 12月17日 - 福地寿樹、プロ野球選手
- 12月17日 - 青木麻由子、女優・声優・モーションアクター
- 12月18日 - 栗原由佳、フリーアナウンサー
- 12月18日 - 宇佐美康広、元プロ野球選手
- 12月19日 - 岩尾望、お笑いタレント（フットボールアワー）
- 12月25日 - 岡島秀樹、メジャーリーガー
- 12月25日 - 香林ゆうき、漫画家
- 12月25日 - 岩村敬士、プロ野球選手
- 12月26日 - 建山義紀、プロ野球選手
- 12月28日 - 村井かずさ、声優
- 12月28日 - 玉ノ国光国、大相撲力士
- 12月30日 - 椎名慶治、ミュージシャン（元SURFACE）
- 12月30日 - 藤田憲右、お笑いタレント（トータルテンボス）
- 12月31日 - 平尾博嗣、プロ野球選手
- 12月31日 - 岡崎雪、ミュージシャン